# Dallas Cowboys 1977
La stagione 1977 dei Dallas Cowboys è stata la 18ª della franchigia nella National Football League. La squadra raggiunse il suo quarto Super Bowl, battendo i Denver Broncos nel Super Bowl XXII, vincendo il suo secondo titolo di campione. Randy White e Harvey Martin condivisero il premio di MVP del Super Bowl. Tony Dorsett divenne il secondo giocatore della storia dei Cowboys a correre mille yard in una stagione, il primo dal 1973. Il 4 dicembre, Dorsett divenne anche il primo giocatore di Dallas a correre oltre 200 yard in una partita. A fine stagione fu premiato come miglior rookie offensivo dell'anno.

## Calendario

### Stagione regolare
| Turno | Data  | Ris. | Record | Avversario             | Punti | Subiti | Primi down | Pubblico |
| ----- | ----- | ---- | ------ | ---------------------- | ----- | ------ | ---------- | -------- |
| 1     | 18/9  | V    | 1–0    | at Minnesota Vikings   | 16    | 10     | 16         | 47,678   |
| 2     | 25/9  | V    | 2–0    | New York Giants        | 41    | 21     | 25         | 64,215   |
| 3     | 2/10  | V    | 3–0    | Tampa Bay Buccaneers   | 23    | 7      | 23         | 55,316   |
| 4     | 9/10  | V    | 4–0    | at St. Louis Cardinals | 30    | 24     | 22         | 50,129   |
| 5     | 16/10 | V    | 5–0    | Washington Redskins    | 34    | 16     | 23         | 62,115   |
| 6     | 23/10 | V    | 6–0    | at Philadelphia Eagles | 16    | 10     | 17         | 65,507   |
| 7     | 30/10 | V    | 7–0    | Detroit Lions          | 37    | 0      | 20         | 63,160   |
| 8     | 6/11  | V    | 8–0    | at New York Giants     | 24    | 10     | 13         | 74,532   |
| 9     | 14/11 | S    | 8–1    | St. Louis Cardinals    | 17    | 24     | 16         | 64,038   |
| 10    | 20/11 | S    | 8–2    | at Pittsburgh Steelers | 13    | 28     | 20         | 49,761   |
| 11    | 27/11 | V    | 9–2    | at Washington Redskins | 14    | 7      | 19         | 55,031   |
| 12    | 4/12  | V    | 10–2   | Philadelphia Eagles    | 24    | 14     | 19         | 60,289   |
| 13    | 12/12 | V    | 11–2   | at San Francisco 49ers | 42    | 35     | 24         | 55,851   |
| 14    | 18/12 | V    | 12–2   | Denver Broncos         | 14    | 6      | 15         | 63,752   |

### Playoff
| Turno            | Data  | Avversario            | Risultato |
| ---------------- | ----- | --------------------- | --------- |
| Divisional       | 26/12 | vs. Chicago Bears     | V 37-7    |
| NFC Championship | 1/1   | vs. Minnesota Vikings | V 23-6    |
| Super Bowl XIII  | 15/1  | vs. Denver Broncos    | V 27-10   |

## Premi
- Harvey Martin:

miglior difensore dell'anno della NFL
MVP del Super Bowl (condiviso)
- Tony Dorsett:

rookie offensivo dell'anno
- Randy White:

MVP del Super Bowl (condiviso)